# Manuel Santos Arboleda
Manuel Arboleda (Buenaventura, Valle del Cauca, Colombia; 2 de agosto de 1979) es un exfutbolista colombiano con pasaporte polaco. Tras recibir la nacionalidad polaca fue convocado a la selección para las eliminatorias mundialistas rumbo a Brasil 2014 pero una grave lesión truncaría su debut con las "Białe Orły".

## Su paso por Polonia
Entre 2006 y 2014 jugaría con un nivel notable en la primera división polaca al servicio del Zagłębie Lubin y Lech Poznań.
El entrenador de la selección polaca de la época (Franciszek Smuda) lo tuvo en planes para que defendiera esos colores ya que durante 9 temporadas fue el defensor más destacado de la liga, cuando por fin obtuvo la nacionalidad polaca entró en la convocatoria pero sufrió una doble lesión de ligamentos que prácticamente truncó su carrera y su oportunidad de jugar para Polonia.
Entre 2008 y 2012 fue el capitán del Lech Poznań en donde compartió con Robert Lewandowski.

## Clubes
| Club            | País         | Año       |
| --------------- | ------------ | --------- |
| Santa Fe        | Colombia     | 2001-2002 |
| Deportes Tolima | Colombia     | 2002-2003 |
| Centauros       | COL Colombia | 2003      |
| Deportes Tolima | COL Colombia | 2004      |
| Atlético Huila  | COL Colombia | 2004      |
| Cienciano       | Perú         | 2004-2005 |
| Zagłębie Lubin  | Polonia      | 2006-2008 |
| Lech Poznań     | Polonia      | 2008-2014 |

## Estadísticas
| Equipo            | Temporada         | Liga     | Liga  | Copa Nacional | Copa Nacional | Copa Internacional | Copa Internacional | Total    | Total |
| Equipo            | Temporada         | Partidos | Goles | Partidos      | Goles         | Partidos           | Goles              | Partidos | Goles |
| Santa Fe          | 2001/02           | 52       | 3     | –             | –             | –                  | –                  | 52       | 3     |
| Santa Fe          | Total             | 52       | 3     | 0             | 0             | 0                  | 0                  | 52       | 3     |
| Deportes Tolima   | 2002/03           | 27       | 0     | –             | –             | –                  | –                  | 27       | 0     |
| Deportes Tolima   | Total             | 27       | 0     | 0             | 0             | 0                  | 0                  | 27       | 0     |
| Cienciano         | 2004/05           | 60       | 4     | –             | –             | 6                  | 0                  | 66       | 4     |
| Cienciano         | Total             | 60       | 4     | 0             | 0             | 6                  | 0                  | 66       | 4     |
| Zagłębie Lubin    | 2006              | 13       | 0     | 4             | 1             | –                  | –                  | 17       | 1     |
| Zagłębie Lubin    | 2006/07           | 25       | 4     | 6             | 0             | 1                  | 0                  | 32       | 4     |
| Zagłębie Lubin    | 2007/08           | 15       | 5     | 9             | 0             | 2                  | 0                  | 26       | 5     |
| Zagłębie Lubin    | Total             | 53       | 9     | 19            | 1             | 3                  | 0                  | 75       | 10    |
| Lech Poznań       | 2008/09           | 30       | 2     | 7             | 0             | 12                 | 1                  | 49       | 3     |
| Lech Poznań       | 2009/10           | 17       | 2     | 1             | 0             | 4                  | 2                  | 22       | 4     |
| Lech Poznań       | 2010/11           | 23       | 0     | 5             | 0             | 13                 | 3                  | 41       | 3     |
| Lech Poznań       | 2011/12           | 9        | 0     | 2             | 0             | –                  | –                  | 11       | 0     |
| Lech Poznań       | 2012/13           | 10       | 0     | 1             | 0             | 4                  | 0                  | 15       | 0     |
| Lech Poznań       | 2013/14           | 12       | 2     | –             | –             | 3                  | 0                  | 15       | 2     |
| Lech Poznań       | Total             | 101      | 6     | 16            | 0             | 36                 | 6                  | 153      | 12    |
| Consolidado Total | Consolidado Total | 293      | 22    | 35            | 1             | 45                 | 6                  | 373      | 29    |

## Palmarés

### Torneos nacionales
| Título                     | Equipo          | País     | Año  |
| -------------------------- | --------------- | -------- | ---- |
| Ekstraklasa                | Zaglebie Lubin  | Polonia  | 2007 |
| Supercopa polaca de fútbol | Zaglebie Lubin  | Polonia  | 2007 |
| Copa de Polonia            | Lech Poznań     | Polonia  | 2009 |
| Supercopa polaca de fútbol | Lech Poznań     | Polonia  | 2009 |
| Ekstraklasa                | Lech Poznań     | Polonia  | 2010 |
| Torneo Finalización        | Deportes Tolima | Colombia | 2003 |

### Torneos internacionales
| Título              | Club      | País | Año  |
| ------------------- | --------- | ---- | ---- |
| Recopa Sudamericana | Cienciano | Perú | 2004 |